# Give That Wolf a Banana
«Give That Wolf a Banana» (укр. Дай цьому вовку банан) — пісня норвезького гурту Subwoolfer, з якою він представляє свою країну на Пісенному конкурсі Євробачення 2022 в Турині, Італія після перемоги на Melodi Grand Prix 2022. Сингл посів четверте місце в норвезькому музичному чарті VG-lista.

## Пісенний конкурс Євробачення

### Відбір— Melodi Grand Prix 2022
Через тиждень після фіналу пісенного конкурсу Євробачення 2021 року норвезький національний мовник NRK офіційно відкрив подання заявок на Melodi Grand Prix 2022 початково до 15 серпня 2021 року, але пізніше строк було продовжено до 15 вересня 2021 року. Кожна пісня повинна була мати принаймні одного норвезького автора або виконавця, щоб «просувати норвезьку музичну сцену». NRK також шукали можливі заявки шляхом цілеспрямованого пошуку та прямого діалогу з норвезькими митцями.
Наприкінці листопада 2021 року повідомлялося, що для участі в конкурсі відібрано 21 композицію. Спочатку склад артистів-учасників планувалося оприлюднити 6 січня 2022 року, а їхні записи пізніше, але однак пізніше було оголошено, що й виконавці, й пісні будуть оголошені 10 січня.
Пісня «Give That Wolf a Banana» стала однією з п'яти попередньо кваліфікованих учасників, які одразу отримали право потрапити у фінал без проходження попередніх етапів. Фінал Melodi Grand Prix 2022 відбувся 19 лютого 2022 року. Пісня спочатку змогла перейти до «Золотого фіналу» разом з трьома іншими учасниками, далі — потрапила до двох найкращих, які змагалися у «Золотій дуелі». «Give That Wolf a Banana» в підсумку виграла «Золоту дуель» та отримала право представляти Норвегію на Євробаченні 2022.

### На Євробаченні

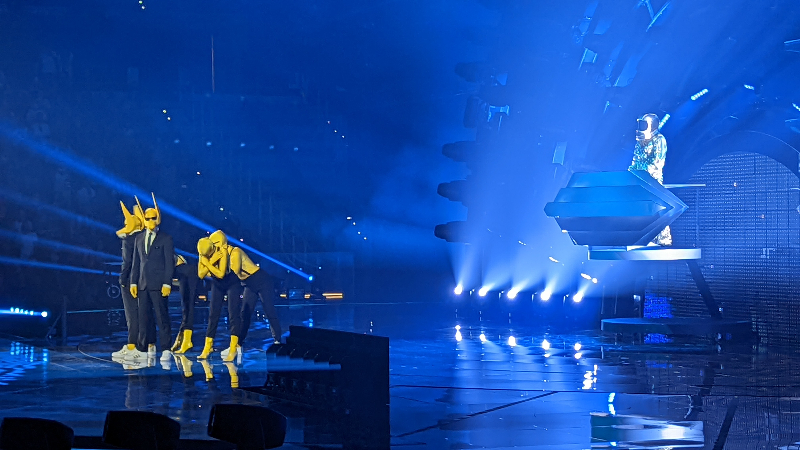
Subwoolfer на сцені Євробачення 2022

25 січня 2022 року було проведено жеребкування, яке розподілило кожну країну в один із двох півфіналів, а також визначило, в якій половині шоу вони виступатимуть. Норвегія потрапила до першого півфіналу, який відбувся 10 травня 2022 року, і виступила у другій половині шоу. «Give That Wolf a Banana» отримала 177 балів та посіла 6 місце у своєму півфіналі, що дозволило Норвегії кваліфікуватися до фіналу Євробачення.
У фіналі конкурсу, 14 травня, гурт Subwoolfer виступив під 7 номером та посів 10 місце зі 183 балами, з яких 146 від глядачів та 36 — від журі.

#### Бали, отримані Норвегією
| Бал | Глядачі                                                                   | Журі                        |
| --- | ------------------------------------------------------------------------- | --------------------------- |
| 12  | –                                                                         | –                           |
| 10  | Ісландія Швеція Австралія                                                 | –                           |
| 8   | Сербія Данія                                                              | Ісландія                    |
| 7   | Азербайджан                                                               | –                           |
| 6   | Фінляндія Греція Молдова Велика Британія                                  | –                           |
| 5   | Австрія Хорватія Латвія Нідерланди                                        | Латвія Австрія              |
| 4   | Естонія Ірландія Італія Ізраїль Мальта Польща                             | Фінляндія                   |
| 3   | Чехія Словенія Іспанія                                                    | Німеччина Нідерланди Швеція |
| 2   | Литва Румунія Сан-Марино Україна Португалія Чорногорія Північна Македонія | Болгарія Чехія              |
| 1   | Болгарія Німеччина                                                        | Швейцарія                   |

| Бал | Глядачі                                                      | Журі                               |
| --- | ------------------------------------------------------------ | ---------------------------------- |
| 12  | –                                                            | Ісландія                           |
| 10  | Данія Ісландія Молдова                                       | –                                  |
| 8   | –                                                            | –                                  |
| 7   | Австрія Хорватія Греція Латвія Нідерланди Португалія Україна | Болгарія Латвія Молдова Швейцарія, |
| 6   | –                                                            | Вірменія Нідерланди                |
| 5   | Литва                                                        | –                                  |
| 4   | Болгарія Словенія                                            | Австрія                            |
| 3   | Вірменія                                                     | Данія Литва Франція                |
| 2   | Албанія Франція                                              | Албанія Португалія Словенія        |
| 1   | –                                                            | Греція Україна                     |

## Чарти
| Чарт (2022)                     | Пікова позиція |
| ------------------------------- | -------------- |
| Австралія Digital Tracks (ARIA) | 33             |
| Австрія (Ö3 Austria Top 40)     | 67             |
| Global Excl. US (Billboard)     | 165            |
| Греція International (IFPI)     | 5              |
| Ісландія (Plötutíðindi)         | 3              |
| Ірландія (IRMA)                 | 59             |
| Литва (AGATA)                   | 10             |
| Нідерланди (Single Top 100)     | 54             |
| Норвегія (VG-lista)             | 4              |
| Швеція (Sverigetopplistan)      | 13             |
| Велика Британія Singles (OCC)   | 47             |